# مؤسسه تحقیقات ریاضی دکتر مصاحب
مؤسسه تحقیقات ریاضی دکتر مصاحب یک مؤسسه تحقیقاتی وابسته به دانشگاه خوارزمی است. این مؤسسه در سال ۱۳۴۴ توسط دکتر غلامحسین مصاحب در دانشسرای عالی تأسیس شد و از مهرماه ۱۳۴۵ دانشجو پذیرفت. هدف ابتدایی مصاحب از تأسیس آن تربیت نیروی متخصص برای رفع کمبود استاد ریاضیات در کشور بود. در حال حاضر این مؤسسه، صرفاً یک مؤسسه پژوهشی است که به انجام تحقیقات بنیادی در زمینه‌های ریاضیات محض، کاربردی، علوم کامپیوتر و آمار در سطح جهانی، برگزاری سخنرانی‌های علمی، سمینارها و کارگاه‌های تحقیقاتی، ارتباط با مؤسسات تحقیقاتی ریاضی دنیا، انتشار مقالات محققان مؤسسه و تربیت محققان ریاضی برای مؤسسات آموزش عالی می‌پردازد. این مؤسسه دارای یک باب کتابخانه تخصصی است.

## تاریخچه
در ۱۵ آذر ۱۳۴۴ در نود و پنجمین جلسه شورای مرکزی دانشگاه‌ها، مصوبه‌ای در خصوص تأسیس یک دوره دو ساله به منظور تربیت مدرس ریاضی برای دانشکده‌های علوم شهرستان‌ها در سازمان تربیت معلم و تحقیقات تربیتی (دانشگاه خوارزمی فعلی) گذرانده شد. در نتیجه این مصوبه، مؤسسه مدرسی ریاضی به سرپرستی غلامحسین مصاحب تأسیس شد و نخستین دوره آموزشی آن از مهر ۱۳۴۵ شروع شد. بر این اساس این مؤسسه صرفاً کاربرد آموزشی داشت و به منظور جذب دانشجویان مستعد ماده خاصی (ماده ۵) در اساسنامه سازمان تربیت معلم گنجانده شد مبنی بر این که وزارت آموزش و پرورش موظف است که دانش‌آموختگان این مؤسسه را پس از پایان تحصیل به منظور تدریس در دانشگاه‌های علوم شهرستان‌ها باحقوق و مزایای استادیاری به خدمت بگیرد. در زمان حیات مصاحب (۱۳۴۵–۱۳۵۷) ۷۴ نفر در ۱۳ دوره از مؤسسه دانش‌آموخته شدند.
از سال ۱۳۶۳ که دانشگاه‌ها موظف به اجرای برنامه آموزشی یکسان شدند، دوره مدرسی در این مؤسسه تعطیل شد و مؤسسه موظف به پذیرش دانشجوی کارشناسی ارشد ریاضی شد که این کار تا پایان شهریور ۱۳۷۶ یعنی زمان انتقال وظایف آموزشی مؤسسه به دانشکده ریاضی دانشگاه خوارزمی ادامه یافت. طی این سال‌ها (۱۳۶۳–۱۳۷۶) ۱۱۵ دانشجو از مؤسسه کارشناسی ارشد ریاضی محض، کاربردی، آمار گرفتند. در سال ۱۳۷۶ وظایف آموزشی مؤسسه متوقف شد و به پیشنهاد اعضای هیئت علمی آن، نام مؤسسه به مؤسسه تحقیقات ریاضی دکتر غلامحسین مصاحب تغییر یافت و وظایف آن صرفاً پژوهشی شد. اساسنامه فعلی این مؤسسه مصوب ۶ تیر ۱۳۸۰ است و نخستین رئیس آن پس از تبدیل آن به مؤسسه تحقیقاتی دکتر علیرضا جمالی بود.